# 1065 Amundsenia
1065 Amundsenia este o planetă minoră (asteroid), cu un diametru de , din Mars-crossing asteroid[*]. A fost descoperită pe 4 august 1926 la Simeiizka observatoria⁠(d) de Serghei Beliavski și a fost numită după Roald Amundsen. 
Obiectul prezintă o orbită caracterizată de o semiaxă mare de 2,360276 UAi, o excentricitate de 0,2971405, o înclinație de 8,36285 ° în raport cu ecliptica.